# Albert Bakker (burgemeester)

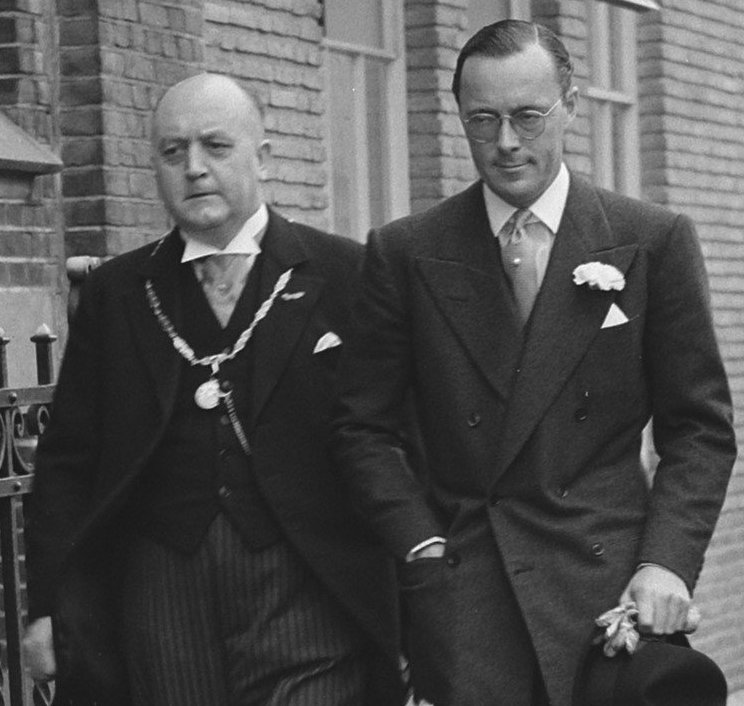
Burgemeester Bakker en Prins Bernhard (1949)

Albert Bakker (Hoogeveen, 1 mei 1898 – Veenendaal, 15 mei 1967)  was een Nederlands politicus van de ARP.

## Biografie
Hij werd geboren als zoon van Egbert Bakker (1860-1930; landbouwer) en Lammechien Lubberts (1855-1939). Hij deed in Meppel de hbs en was volontair bij de gemeentesecretarie van Ede voor hij in september 1927 benoemd werd tot burgemeester van de gemeente Koudekerke. Aansluitend was Bakker van 1934 tot 1946 burgemeester van de gemeente Oldebroek. Vervolgens was hij tot februari 1961 burgemeester van Veenendaal. Daarna was hij tot zijn overlijden in 1967 lid van de Gedeputeerde Staten van de provincie Utrecht.